# Tectită

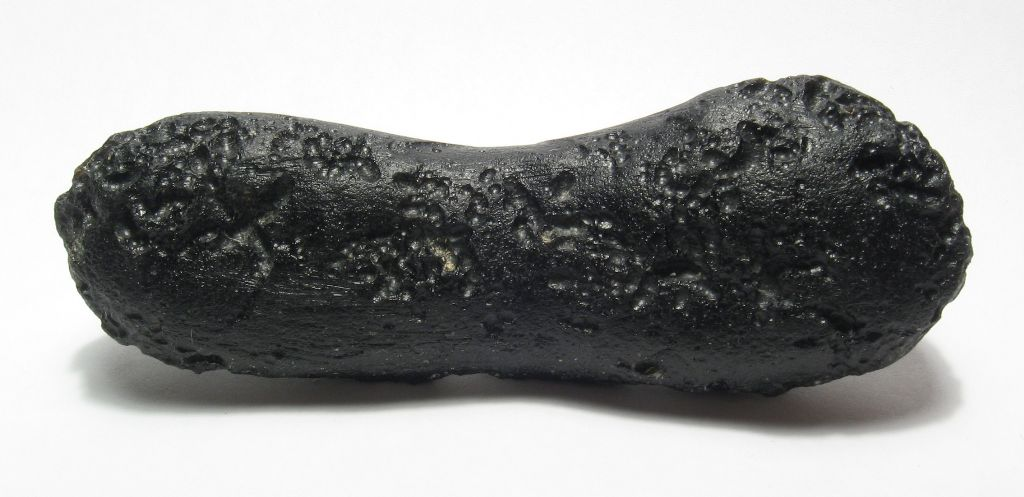
Tectitele

Tectitele sunt roci din sticlă formate natural la locul de impact al unui meteorit cu suprafața pământului. Cunoscute încă din paleolitic, tectitele au fost utilizate la început pentru confecționarea uneltelor și mai târziu ca amulete (denumirea provine din greacă tektos = topit). Cele mai faimoase exemplare au fost descoperite în bazinul fluviului Vltava din vestul Moraviei, Cehia. Compoziția chimică este: sticlă naturală de silicați 75 % în combinație cu aluminiu, fier, calciu, sodiu, potasiu, magneziu, titan și mangan.